# Mega Score
A Mega SCORE era uma revista mensal portuguesa especializada em videojogos, que tinha como objectivo analisar as últimas novidades da indústria de modo a manter o seu leitor informado. Era uma das revistas da R.G.B. Editora.
O seu primeiro lançamento foi feito em Outubro de 1995 com o preço de 450 escudos e o último em Abril de 2007 com o preço de 5 euros. Foi uma revista que esteve 12 anos nas bancas.

## Existência e evolução como revista líder de mercado
Foi uma revista que apareceu com o objectivo de ocupar o espaço que faltava em Portugal para falar sobre os sistemas de videojogos da altura. Tal pode ser visto na página 3 da sua primeira edição.
No começo conseguiu-o sem grandes dificuldades pois era a única que existia. Para a sua promoção chegou inclusive a fazer uma parceria com a Hasbro e oferecer um pacote de iniciante de cartas de Magic: The Gathering do set Portal.
Mais tarde, com o aparecimento de concorrência (BGamer, Maxi Consolas, Mega Games, entre tantas outras), evoluiu para algo mais centrado nos PCs sem nunca descurar as grandes consolas da actualidade. Isto deveu-se também a alguns desacordos com a Concentra que os impossibilitou de fazer análises a jogos de GBA e DS salvo raras excepções, algo que aconteceu por causa de algumas análises numa outra revista da R.G.B. Editora centrada nos jogos do Game Boy não ir de encontro com os seus ideais e a equipa de ambas ser a mesma.
Foi também uma das pioneiras a sempre oferecer um CD com demos, drivers, jogos indies e outros utilitário. Nos seus últimos anos chegou mesmo a oferecer um CD extra com um jogo completo e nas últimas edições até já oferecia jogos completos com caixa embora muita vez limitada a lançamentos da JoWooD Entertainment. Isto deveu-se à forte concorrência por parte da BGamer, outra publicação nacional de videojogos. Devido à agressiva competição, e para reduzir custos, as últimas edições passaram a ser simplesmente a revista com o jogo completo e os utilitários que habitualmente vinham em CD passaram a ser meramente links numa das páginas da mesma.

## A aventura no Brasil
O sucesso com a revista foi tanto nos seus primeiros anos que procuraram expandir a sua qualidade além-fronteiras com a criação de um escritório no Brasil.
A revista foi inicialmente bem recebida pelos leitores mas foi sol de pouca dura. O preço elevado de 10,90 reais, algo considerado proibitivo pelos leitores, e o foco mais acentuado no mercado de computadores face ao de consolas, o mercado mais forte dos videojogos na altura, foi algo que não conquistou o povo Brasileiro e em pouco tempo desapareceu por completo do mercado. Isto foi algo que foi apelidado de um grande falhanço por parte da companhia e que os fez perder imenso dinheiro.

## A aventura na televisão
Durante anos os leitores procuraram convencer a Mega SCORE, a revista de eleição da altura sobre videojogos, a tentar ocupar um espaço que tinha sido perdido com a extinção de um programa sobre videojogos de nome Templo do Jogos que era exibido todos os sábados de manhã pelo canal SIC. A ideia foi bem aceite por parte da revista mas não se pode dizer o mesmo por parte dos canais. Tanto a RTP como a TVI não demonstravam interesse neles (uma das desculpas da altura foi a de não acreditar que iria trazer audiências suficientes face ao investimento) e a SIC não tinha interesse em ressuscitar o programa. Com a criação do novo canal da SIC, a SIC Radical, mais virado para o público juvenil, a ideia passou a ser uma hipótese embora sobre um formato mais curto e apenas como um espaço de um dos programas da altura que ainda hoje é exibido -- Curto Circuito.
A ideia era simples. Na 1º Edição do programa, na semana em que cada edição era lançada para as bancas, um dos jornalistas da revista apresentava em primeira-mão os destaques da mesma. Isto tornou-se mais tarde uma realidade e foi uma boa surpresa para os leitores da mesma embora muitos o achassem curto.
Para além da sua rubrica habitual no curto circuito, a Mega Score ainda chegou a deter um segmento próprio no programa televisivo da RTP 2 chamado "2010" às terças-feiras virado para a secção das novas tecnologias que apareciam na revista. Isto não durou muito pois o programa passava por momentos difíceis a nível de audiências e nem a sua mudança para a RTP 1, o canal principal da RTP, para um horário perto do noticiário da noite, o salvou de acabar.

## Equipa de luxo
Vários jornalistas e colaboradores contribuíram para a Mega Score.
Nomes como Nelson Calvinho, Jorge Vieira,Gonçalo Brito, Erica Cunha e Alves, Ilídio Alves, José Antunes, Sérgio Vieira, Teresa Frederico e João Diniz Sanchez, na altura editor da revista britânica Edge, fizeram dela uma realidade e podem ainda ser hoje reconhecidos por parte do público em diversos eventos e companhias visto terem dado o salto para empresas como Nintendo e SONY.

## Fim de um legado
Em 2007 a Mega Score teve problemas técnicos e deixou de ser publicada 12 anos após o seu início. Problemas com a R.G.B. Editora foram citados como um dos catalisadores para o fim da existência da publicação mas sabe-se que na realidade o que existiu foi uma oferta perto do valor de um milhão de euros por parte de uma empresa Espanhola que queria entrar em força no mercado Ibérico das revistas. Parte dessa estratégia passava por adquirir por completo a editora sem haver mudança de equipas, só de nome. Isto não foi aceite por muitos e, no caso da Mega SCORE, culminou na separação de quase toda a constituía.
Após muita confusão, a Mega SCORE deu lugar à Mega Jogos, indo assim de encontro com a ideia do novo dono, e continuou a ser vendida no mesmo estilo de sempre: jogo completo e análises aos lançamentos do momento. Embora fosse parcialmente ainda a mesma por ainda ser produzida por alguns membros da antiga equipa, notou-se claras diferenças na mesma, algo que a fez ser pouco aceite pelo público em geral. Uma das maiores foi a de ser mais virada para um público mais infantil devido à cores e temas a que davam mais destaque, algo apelidado por muitos de ridículo. 
A nova revista não aguentou a má recepção por parte dos leitores e passado alguns meses desapareceu das bancas Portuguesas por completo.
Uma cópia do antigo fórum da revista Mega SCORE ainda se encontra online e pode ser consultado no site Arquivo Mega Score.